# Dopuszczalna ładowność
Dopuszczalna ładowność – według kodeksu drogowego największa masa ładunku i osób, jaką może przewozić pojazd. Stanowi ona różnicę dopuszczalnej masy całkowitej i masy własnej pojazdu.